# 真猛獁象
真猛獁象（学名：Mammuthus primigenius）是已滅絕的猛獁象。在北美洲及歐亞大陸北部發現有牠們的骨頭及冷藏的屍體，而保存最完好的是在西伯利亞。已知最古老（15萬年前）的真猛犸象是在歐亞大陸的利斯冰期礦床被發現。牠們是自草原猛獁象衍生而來。真猛犸象於更新世晚期從大部份分布地消失，在弗蘭格爾島上仍存有一族較小的的真猛犸象至約西元前1700年。

## 特徵

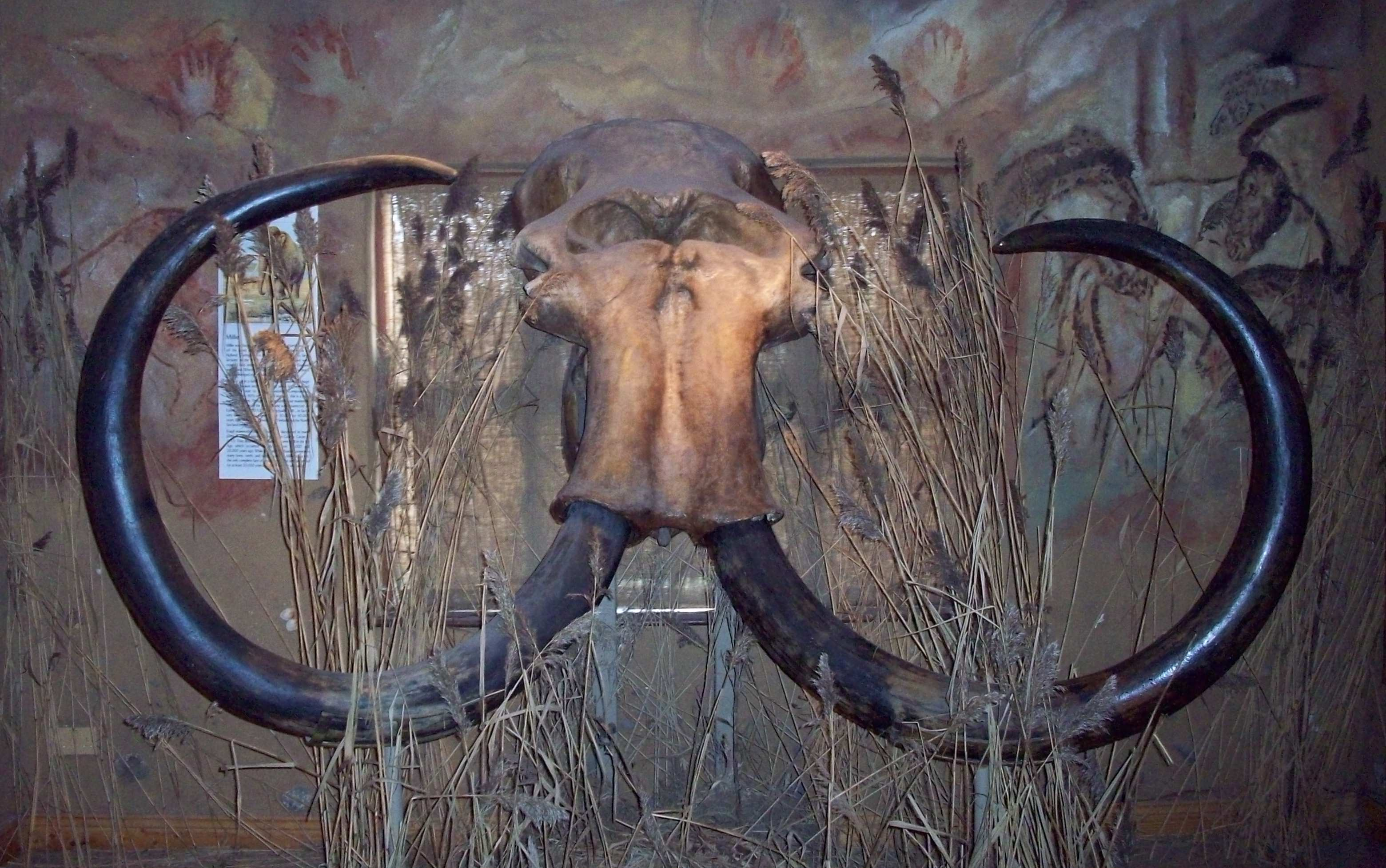
於荷蘭北海海岸發現的真猛獁象頭顱骨。

真猛獁象有大量的化石紀錄，但卻沒有被石化，而是自其死亡時就已保存下來。原因可能是其巨大的體型及寒冷氣候。故科學家可以對真猛獁象的解剖有詳細的了解。
真猛獁象可以分為兩類（或亞種）。一類生活在北極的高地，另一類則分布較廣。真猛獁象雖然很大，但並非如想像般巨型。事實上，牠們並不比現今亞洲象大很多。成年的雄性真猛獁象高2.8-4.0米，而侏儒化的則有1.8-2.3米高。牠們可以重達8噸。
真猛獁象長有厚厚的毛，毛長達1米，且有內層絨毛，可以抵禦嚴寒。毛皮像麝牛，於夏天可能會脫皮。牠們的耳朵較現今的象小很多，最大的也只有30厘米長。牠們的頭部很高而且尖，在很多石洞壁畫中都描繪成節狀。由於脊骨很長，肩膀上隆起像駝背，可能藏有大量的脂肪。象鼻端的上唇是一塊闊葉，而下唇則像闊及方的蓋。
真猛獁象的牙齒適合吃凍土層粗糙的草，有著較多的托基及較高的牙冠。牠們的皮膚與現今象的差不多一樣厚，但有大量的皮脂腺可以分泌油脂到毛髮上，加強保溫效果。牠們的皮下脂肪層厚達8厘米，功能就像鯨魚的鯨脂一樣。
真猛獁象的象牙長達5米，比普通象牙更為彎曲。象牙的形狀及長度是否其適應性並不清楚，但有指牠們可能利用象牙來清除地上的積雪尋找食物。另外，很多標本的象牙面上都有磨損，可能是有很多動物寄住在其象牙上。

## 滅絕
一般假設真猛獁象是於1萬年前在歐洲及西伯利亞南部消失，但新資料顯示牠們仍存活至8千年前。稍後一些時間，牠們也從西伯利亞北部消失。牠們與哥倫比亞猛獁及其他更新世巨型動物群於末次冰期一同在北美洲消失。只有少數仍在聖保羅島生存至前3750年，也有在弗蘭格爾島上的生存至前1700年，牠們的體型較小，但沒有達到島嶼侏儒化的程度。
大部份真猛獁象於更新世晚期死亡，可能是因氣候轉變及／或被人類獵殺。有研究指出溫暖的氣候是令牠們受到威脅的元凶，令牠們的數量在人類出現前大幅減少。冰川消退令牠們的棲息地由4.2萬年前的770萬平方公里減少至6千年前的80萬平方公里。雖然於12.5萬年前的薩勒冰期末也有類似的情況，但人類壓力卻使得他們牠們走向滅絕。不過也有研究認為較長命的群落是生存在島嶼上的，而其棲息地也有限，故棲息地未必一定是其滅絕的主要成因。事實上，一些居住在美洲溫帶或熱帶的長鼻目也於更新世末滅絕（第四紀滅絕事件）。

## 發現歷史

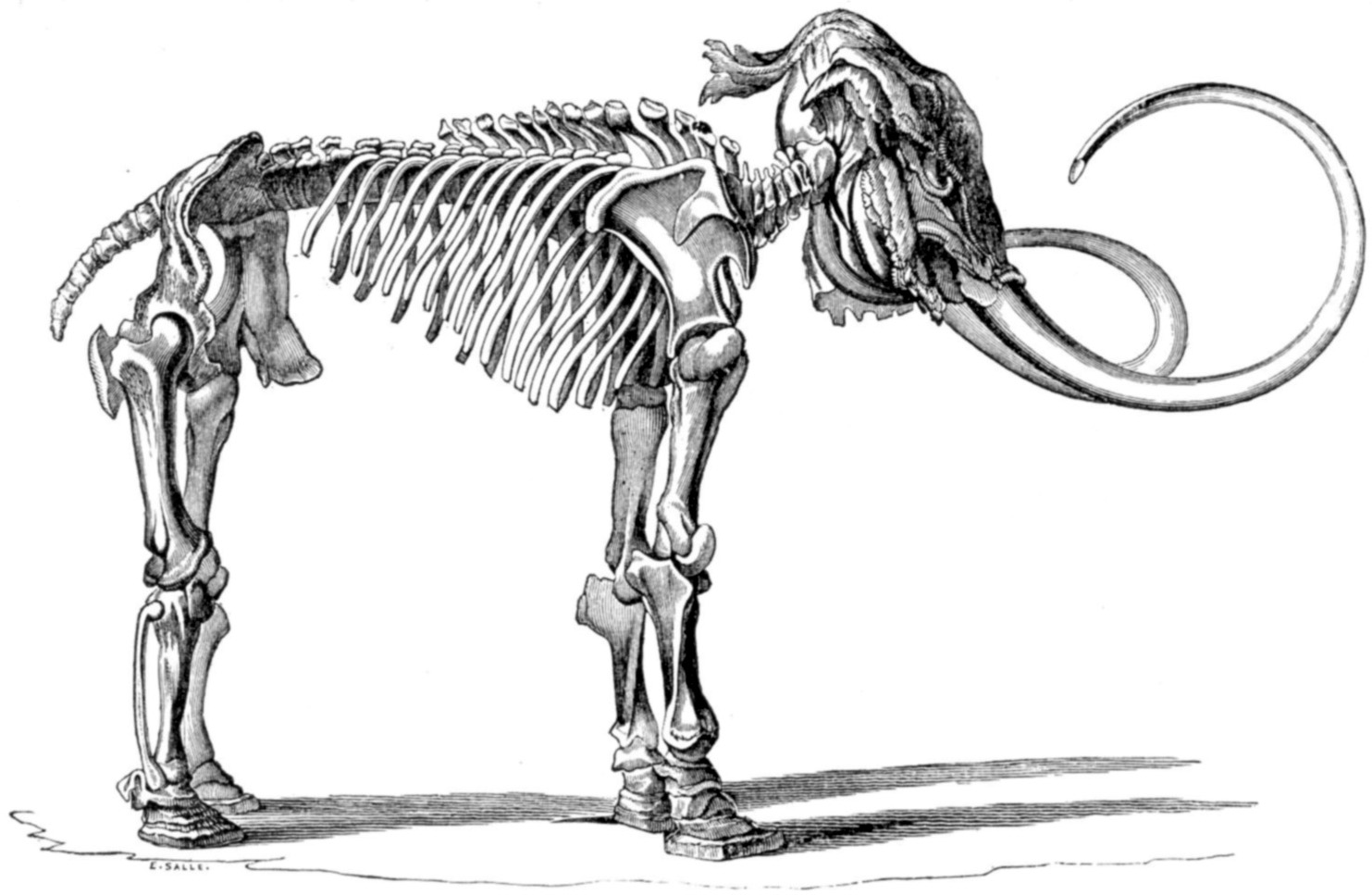
真猛獁象的骨骼圖像

西伯利亞原住民早已發現真猛獁象的遺骸，並拿象牙來貿易。他們相信這些遺骸是來自巨型的鼴科動物，而這些動物是生活在地底並走到地面時死亡。於1600年代，在歐洲有時也有發現真猛獁象的報告。他們一般會按《聖經》來解釋，認為是巨獸或巨人的遺骸。「猛獁」一字源自俄语一词（今写作“мамонт”），其词源可能来自一种乌拉尔语，表示*mē̮ŋ“土地”及*ońt“角”，比较汉特语ма̄（“土地”）、а̄ньт（“角”）。
真猛獁象遺骸最早的科學鑑別是由英國科學家漢斯·斯隆（Hans Sloane）於1728年進行。這套遺骸包括了在西伯利亞發現的化石化牙齒弓及象牙。斯隆指這些遺骸並不屬於「比蒙」或巨人，而是屬於象的。他認為在傳說的大洪水前西伯利亞是熱帶氣候的，但大洪水大幅改變了當地的氣候，並埋葬了這套象的遺骸。其他的則指可能是大洪水將象由熱帶沖到北極。
法國科學家喬治·居維葉（Georges Cuvier）於1796年指真猛獁象並不是現今的象被帶到北極，而是一個全新的物種。他指牠們已經完全滅絕。約翰·弗里德里希·布盧門巴赫（Johann Friedrich Blumenbach）之後替真猛獁象起了其學名為Elephas primigenius，並分類在象屬中。直至1828年，喬舒亞·布鲁克斯（Joshua Brookes）則認為牠們應該有獨立的屬，並將之重新分類在猛獁象屬中。
與此同時，真猛獁象首次於北美洲被發掘出來。馬克·蓋茨比（Mark Catesby）於1743年在北卡羅萊納州發現幾隻大型牙齒，其非洲奴隸確認為象的臼齒。於1806年，威廉·克拉克（William Clark）在美國總統托马斯·杰斐逊指示下，在肯塔基州發現了幾個真猛獁象的標本。

### 冷藏遺骸

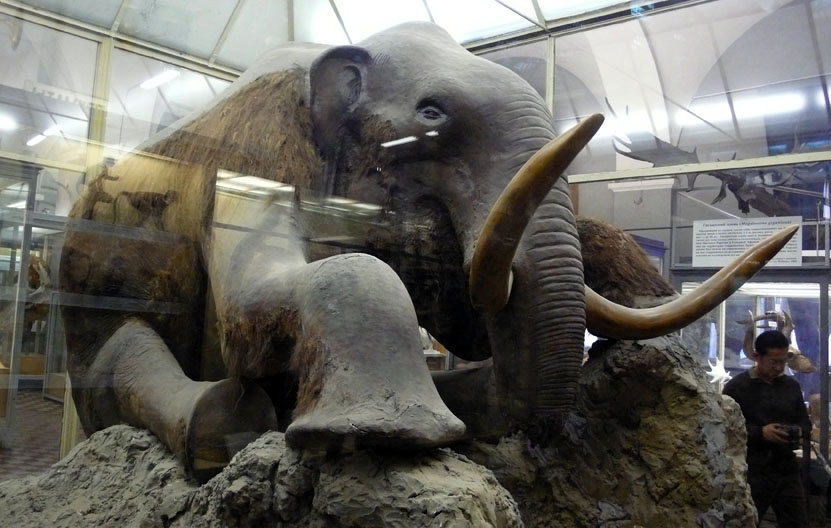
亞當長毛象的組架。

於1799年，一名獵人在勒拿河河岸發掘出一套真猛獁象的標本。他為了要得到其象牙作買賣，由得這個標本融化，並在得到象牙後棄掉了這個標本。這個標本大幅腐化，甚至可能被狼所掠食。於1806年，植物學家米哈伊爾·亞當斯（Mikhail Adams）跟随尤里·亚历山德罗夫·戈洛夫金的使团来到西伯利亚，尋回了這個標本，並將之帶回了聖彼得堡進行研究，是為亞當長毛象（Adams mammoth）。
在西伯利亞北部續有發現冷藏的真猛獁象遺骸。要冷藏起遺骸是很複雜的事情，必須以液體或半固體（如淤泥或冰水）急速將動物埋葬及結冰。真猛獁象可能被困在沼澤或流沙中死亡。從一些標本的胃部內仍有一些未被消化的食物或口內仍含有種子可見，牠們並非死於飢餓。從吞下的植物成熟度推斷，牠們應該是在秋天時份死亡。牠們也有可能是掉下了冰永的湖內溺斃。當中有很多肯定是在河流中死亡，有可能是被河水氾濫沖走。在雅庫特的白列雷克河附近，在單一位點內就發現了超過9000塊骨頭，最少有156個個體，很有可能是被水流所沖走。

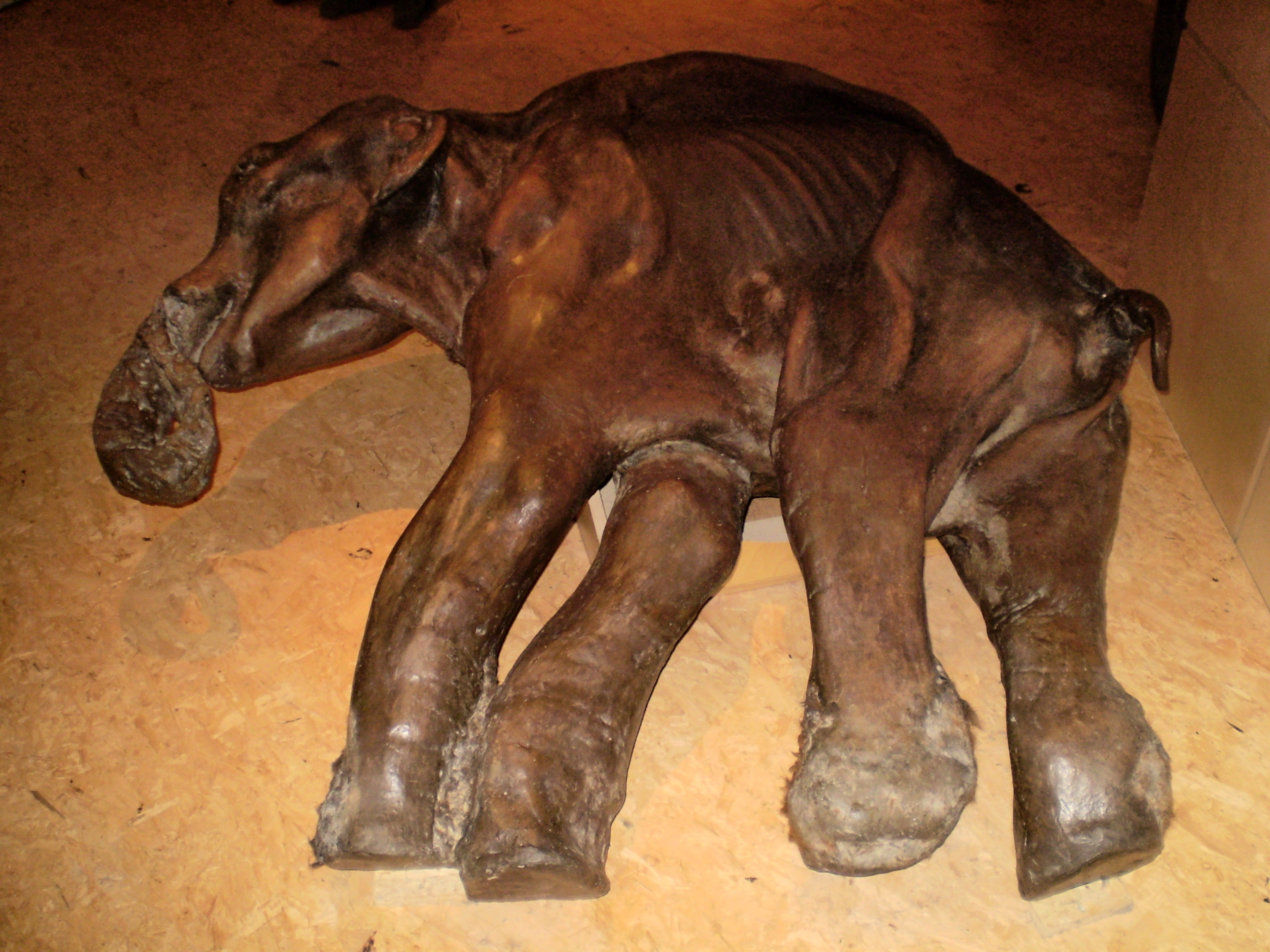
幼生的真猛獁象，名為帝瑪。

於1977年，在西伯利亞東北部科雷馬河支流上的永久凍土發掘出一隻只有7-8個月大的幼生真猛獁象，名為「帝瑪」。帝瑪死亡時約重100公斤，高1.04米，長1.15米。放射性碳定年法確定帝瑪約於4萬年前死亡，其內臟像現今的象，耳朵卻只有同齡非洲象的十分之一。
於1997年8月，在西伯利亞泰梅爾半島發現了一隻從凍土層伸出的真猛獁象的象牙。同年9月／10月間，這個20380歲的屍體，連同周邊重25噸的泥土由超重直昇機運送到泰梅爾（多爾干-涅涅茨）自治區哈坦加的冰洞內。於2000年10月，研究人員小心翼翼地進行融冰過程，保存了標本的毛髮及其他軟組織。
於2007年5月，在近尤瑞貝河的凍土層發現一隻1個月大的雌性真猛獁象，起名為「柳芭」，估計被埋葬了42000年。其DNA相信被完好保存下來，可以作為猛獁象的種系發生學及生理學進行研究。至今共發現了39個保存下來的真猛獁象軀體，但只有4個是完整的。大部份標本的肉體在冷藏前就已有腐化的痕跡。
除了被冷藏的屍體外，在西伯利亞也發現了大量的真猛獁象象牙。牠們的象牙最少已被貿易了2000年，至今仍是極貴重的貨品。相傳13世紀的蒙古大汗貴由的玉座就是以真猛獁象的象牙所做成。

## 遺傳學

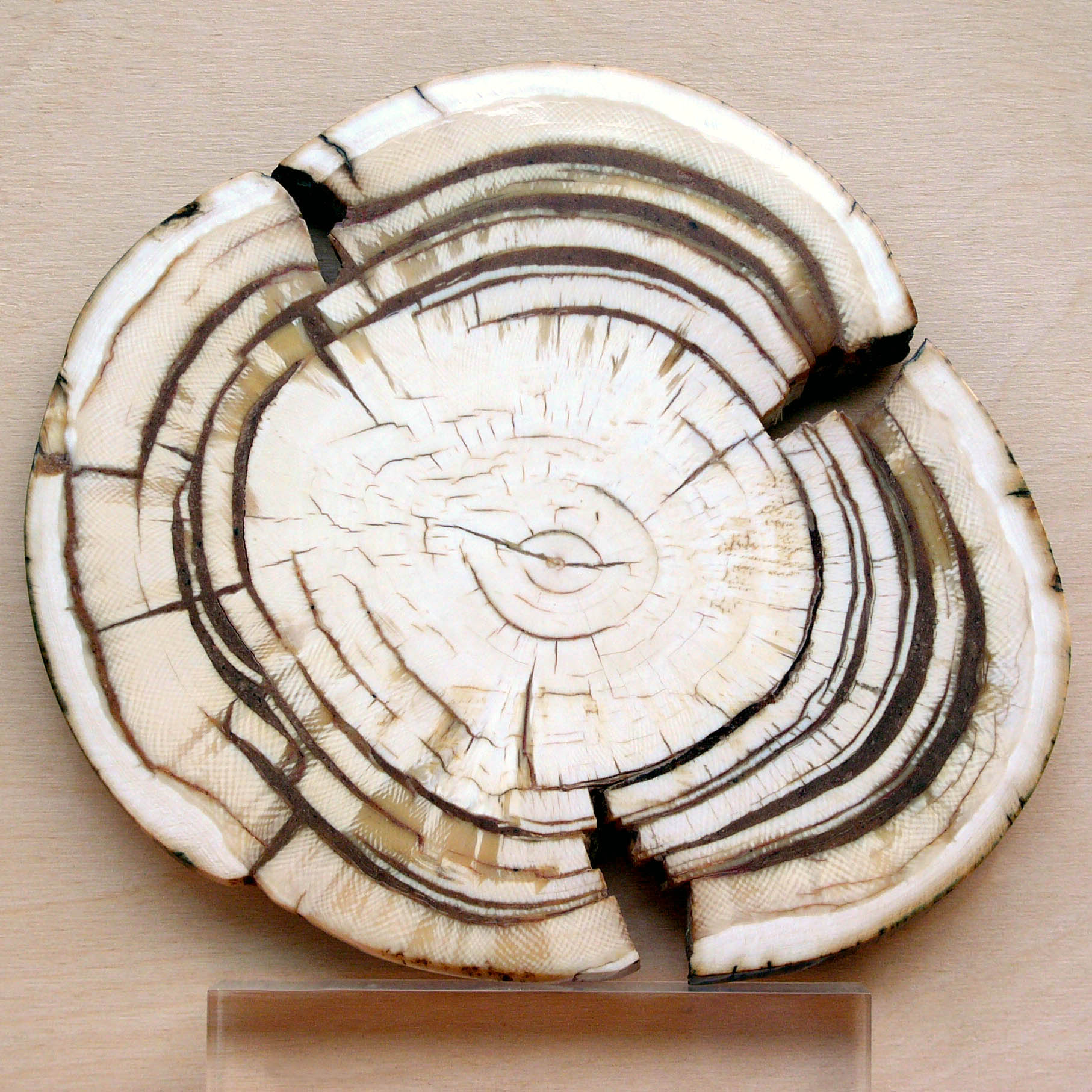
真猛獁象的象牙橫切面。

由於亞洲象及非洲象成功誕下了一隻混種，有指若真猛獁象仍然在生，牠們也可以與印度象混種。這種想法衍生了若從冷藏的真猛獁象中抽取其基因，再與現今的印度象結合，就可以生出像真猛獁象的野獸。科學家希望從冷藏的真猛獁象生殖器中抽取及活化其精子，但不成功。另一個想法是將之複製，日本的研究隊就已經成功從已冷藏了16年的老鼠腦部中抽取出DNA，希望可以套用在真猛獁象身上。
雖然現在仍未能抽取可用的DNA，真猛獁象的線粒體基因組已完全被確定。從而發現猛獁象、非洲象及亞洲象在很短的時間內分支，而猛獁象較為接近亞州象。非洲象約於600萬年前從真猛獁象分支開來。研究發現真猛獁象的毛髮顏色是由黑色素皮質素受體1所決定。另外於2008年，真猛獁象的大部份DNA已經被圖譜出來，且發現有兩類真猛獁象，其一於4.5萬年前滅絕，另一類則於1萬年前消失。而研究也發現牠們與非洲象的DNA相似度達98.55%至99.4%。

## 神秘生物學
有指真猛獁象並非完全滅絕，在北半球較偏遠的凍土層仍可能存有少量的群落。於19世紀末，不斷有指牠們仍在阿拉斯加生存。於1899年，有人聲稱在阿拉斯加殺死了一頭真猛獁象且將屍體捐給了史密森尼學會，但遭到史密森尼學會否認。另外，也謠傳在俄羅斯出現了大型及長滿毛的野獸。

## 外部連結
- Has anybody ever eaten the meat of a frozen mammoth?
- Mammoth Genome Cracked: Key to Cloning? in Cosmos Online （页面存档备份，存于）